# Finsbury Park
Finsbury Park è un parco pubblico del London Borough of Haringey. Ufficialmente parte dell'area di Londra di Haringey, è anche adiacente a Stroud Green, a Finsbury Park e a Manor House.